# BMW N54
N54 e първият масово произвеждан, шестцилиндров редови бензинов двигател с две турбини на BMW. Произвеждан в периода от 2006 до 2016 г. N54 е и първият бензинов двигател с турбо на компанията след прекратеното производство на BMW M106 през 1986 г. Двигателят е представен на света за първи път на автомобилното изложение в Женева през 2006 г.
N54 започва постепенно да се премахва от автомобилите до окончателното му спиране от производство, след появата на неговия наследник N55 през 2009 г. Автомобилът, който последно е задвижван от N54, е E89 Z4, който е спрян от производство през 2016 г.
Двигателят на BMW е отличен пет поредни пъти с титлата „Международен двигател на годината“ и получава три поредни награди в класацията 10 най-добри двигателя на Ward.
Не съществува M Power версия на двигателя, тъй като по това време M Power двигателите в съответните модели са V-образни с осем или 10 цилиндъра, в зависимост от автомобила. Въпреки това по-мощна версия е представена като опция, базирана на N54 с друга автоматична скоростна кутия в моделите 1 Series M Coupe, 135iS, Z4 35iS и 335iS.

## Дизайн
N54 е базиран на предшественика си M54, но въпреки това неговият блок е алуминиев, за разлика от магнезиевата сплав, която е използвана при изграждането на M54. Разполага с двоен VANOS, система за директно впръскване на горивото, наречена от BMW High Precision Injection, използвайки пиезо инжектори и електрическа водна помпа. Разполага с работен обем от 2979 cm3, но липсва така наречената система за променливо повдигане на клапаните.
Основната разлика между масово произвежданите бензинови двигатели на BMW до появата на N54 е, че той разполага с турбо, докато предшествениците му са атмосферни. Разполага с две малки турбини с цел равномерно разпределяне на налягането на въздуха, доставян към двигателя, и елиминирането на турбо забавянето. Налягането е в размер на 0,55 бара и се използва интеркулер с цел ухлаждане на въздуха от турбото преди достигането му в двигателя. N54 произвежда допълнителни 34 kW и 108 N⋅m в сравнение с атмосферния N52.

## Версии
| Версия | Преместване | Мощност                          | Въртящ момент                  | Година        |
| ------ | ----------- | -------------------------------- | ------------------------------ | ------------- |
| N54B30 | 2979 cm3    | 225 kW при 5800 об/мин           | 400 N⋅m при 1400 – 5000 об/мин | 2006 – 2010 г |
| N54B30 | 2979 cm3    | 240 kW при 5800 об/мин           | 450 N⋅m при 1500 – 4500 об/мин | 2008 – 2013 г |
| N54B30 | 2979 cm3    | 250 kW при 5900 об/мин           | 450 N⋅m при 1500 – 4500 об/мин | 2011 – 2016 г |
| Алпина | 2979 cm3    | 265 kW при 5500 – 6000 об/мин    | 500 N⋅m при 3800 – 5000 об/мин | 2007 – 2010 г |
| Алпина | 2979 cm3    | 294 kW при 6000 оборота в минута | 540 N⋅m при 4500 об/мин        | 2010 – 2013 г |
| Алпина | 2979 cm3    | 300 kW при 6000 оборота в минута | 540 N⋅m при 4500 об/мин        | 2012 – 2013 г |

Всички версии на двигателя са с еднакъв отвор от 84 mm, ход на буталото от 89,6 mm, компресия от 10,2:1 и максимум от 7000 оборота в минута.
Първоначалното измерване на данните от двигателя показва развита мощност от 225 kW и 400 N·m. Тези данни обаче са сметнати за занижени и се провеждат масови независими тествания, които показват стойности до 232 kW и 422 N⋅m.
Двигателят разполага с две версии: респективно с 240 kW, който се предлага в моделите 2008 – 2012 F01 740i и 2011 – 2013 E92/E93 335iS. Другият вариант намира приложение в моделите 2011 E82 1 Series M Coupe и 2011 – 2016 E89 Z4 sDrive35is.

### Алпина
Alpina разработва три собствени, по-мощни варианта базирани на N54B30, като подобряват масленият охладител и буталата и добавят панел за управление на двигателя. Те се поставят в моделите Alpina B3 (E90), Alpina B3 S и Alpina B3 GT3 в периода от 2007 година до 2013 година, като вариантите са респективно 265 kW, 294 kW и 300 kW.

## Удължена гаранция в САЩ
Известно време след въвеждането в масово пороизводство започва появата на повреди в горивната помпа с високо налягане (HPFP), което довежда до колективен иск от страна на собствениците на автомобилите в Съединените щати във връзка с повредите и през април 2009 г. е заведено групово дело срещу BMW. На 26 октомври 2010 г. след репортаж на ABC News по случая BMW обявява изтеглянето на автомобилите, които са произведени с въпросната помпа в периода 2007 – 2010 г. Изтеглени са около 130 000 автомобила и са върнати с удължена гаранция от 10 години или 190 000 километра, като в приблизително 40 000 от тях помпите са подменени след щателни инспекции. Въведен е и актуализиран дизайн на горивните инжектори. При някои автомобили се налага многократна смяна на проблемната помпа, без да има решение на проблема и яснота защо той се получава. Това довежда и до възстановяване на средствата за колата съгласно законите в някои щати.
BMW удължава и гаранционния период за проблеми, свързани с изпускателния клапан, до 8 години или 132 000 километра, поради проблеми с разхлабени изпускатели, причинени от преждевременно износване на втулка.
Тези разширения на гаранцията важат само за Съединените щати.